# ボルク＝エネディ＝ティベスティ州
ボルク＝エネディ＝ティベスティ州（フランス語: Borkou-Ennedi-Tibesti, BET）は、チャドにかつて存在した州 (région)。州都はファヤ・ラルジョー。国土の北部を管轄しており、面積は 600,350 km2であった。これは同国の州では最も大きく、国の総面積の半分を占めていた。全域がサハラ砂漠に位置しており、人口は希薄である。存在していた期間に人口調査が行われなかったため正確な値は不明だが、前後の国勢調査では73,185人（1993年）、286,986人（2009年）であった。
北はリビア、東はスーダン、西はニジェールと国境を接し、南は東よりワジ・フィラ州、バタ州、カネム州と接していた。
なおボルク＝エネディ＝ティベスティ州と名乗る行政区画は1947年から1960年まで存在したものと、2002年から2008年まで存在したものの2つがあるが、ここでは主に後者について説明する。

## 歴史
ボルク＝エネディ＝ティベスティという名称は植民地時代より行政区画に用いられており、一貫してチャド北部を管轄していた。
1999年9月1日にボルク＝エネディ＝ティベスティ県が廃止され、ボルク県、エネディ県、ティベスティ県の3県に分割された。ただしこれは行政区画再編の移行期間であり、2002年10月17日に旧県と同じ領域にボルク＝エネディ＝ティベスティ州が発足した。初代州知事はハミド・ロニー将軍（Hamid Lony）。
2008年2月19日、行政区画再編によってボルク州、エネディ州、ティベスティ州の3州に分割された。これ以降チャド北部全体を管轄する行政区画は誕生していない。
- 1914年 - 1935年: ボルク＝エネディ行政区（Circonscription[3]）
- 1935年 - 1947年: ボルク＝エネディ＝ティベスティ県（Département）
- 1947年 - 1960年: ボルク＝エネディ＝ティベスティ州（Région）
- 1960年 - 1999年: ボルク＝エネディ＝ティベスティ県（Préfecture）
- 1999年 - 2002年: 廃止
- 2002年 - 2008年: ボルク＝エネディ＝ティベスティ州（Région）

## 行政区画
2002年時点で4つの県と18の支庁（郡）に区分されていた。これらの県は後にすべて州へ昇格しており、現在ある県との連続性はない。
| 県名                        | 県都               | 支庁（郡）                                                          | 2008年以降                             |
| --------------------------- | ------------------ | ------------------------------------------------------------------- | -------------------------------------- |
| ボルク県 (Borkou)           | ファヤ・ラルジョー | ボルク・ヤラ、ファヤ・ラルジョー、クバ・オランガ、イェビブ、 ヤーダ | ボルク州                               |
| 東エネディ県 (Ennedi Est)   | バハイ             | バハイ、バオ・ビリア、カウラ、ムルディ、Bourdani、アムジャラス      | エネディ州（2012年以降は東エネディ州） |
| 西エネディ県 (Ennedi Ouest) | ファダ             | ファダ、グロ、カライト、ウニアンガ・ケビール                        | エネディ州（2012年以降は西エネディ州） |
| ティベスティ県 (Tibesti)    | バルダイ           | アウズー（アオゾウ）、バルダイ、ウール、ズアール、ズムリ            | ティベスティ州                         |

## 地理
全域が砂漠地帯であり、ケッペンの気候区分では砂漠気候に分類されている。
かつてはチャドリカオン（Lycaon pictus sharicus）が生息していたが、土地開発と砂漠化によって現在では絶滅したといわれている。
- ボデレ低地
- エネディ山地
- ティベスティ山地 - 名前の由来の一つ
  - エミクーシ山 - チャド最高峰
- ウニアンガ湖群
- アオゾウ地帯